# Piskumadal
Piskumadal, auch Püskumadal, ist eine unbewohnte Insel, 650 Meter von der größten estnischen Insel Saaremaa entfernt. Sie liegt in der Landgemeinde Saaremaa im Kreis Saare und gehört zum Nationalpark Vilsandi.